# Ngaphö Ngawangdžigme
Ngaphö Ngawangdžigme (v tibetštině: ང་ཕོད་ངག་དབང་འཇིགས་མེད་, čínské zjednodušené znaky: 阿沛·阿旺晋美, v pchin-jinu: Āpèi Āwàng Jìnměi, v tibetském pchin-jinu: Ngapo Ngawang Jigmê, podle Wylieho transliteračního schématu: Nga phod Ngag dbang 'jigs med, 1. února 1910 Lhasa – 23. prosince 2009 Peking) byl významnou osobností tibetské politiky a veřejného dění, v průběhu svého života zastával řadu politických funkcí. V prvních letech po čínské okupaci Tibetu představoval nejvýše postaveného tibetského politika, který spolupracoval s novým komunistickým režimem.

## Mládí
Ngaphö Ngawangdžigme se narodil v hlavním městě tibetské autonomní oblasti, Lhase.
Pocházel z bohaté rodiny aristokratického původu. Jeho otec zastával funkci guvernéra na východě Tibetu a zároveň byl také velitelem tibetských ozbrojených sil.
Ngapo studoval v Tibetu poezii a literaturu, a následně pokračoval ve svém vzdělávání ve Spojeném království.

## Život a kariéra
Roku 1932 se Ngaphö vrátil ze svých studií, a nastoupil do tibetské armády. Poté zastával od roku 1936 funkci úředníka v Čhamdu, kde byl jeho otec guvernérem.
V dubnu roku 1950 byla Ngaphö nabídnuta pozice generální guvernéra Čhamda, tuto pozici od září roku 1950 zastával. Dále působil jako vrchní velitel tibetské armády v Čhamdu, a vedoucí tibetské delegace v pekingských mírových jednáních.
Ngapo ve své politické kariéře pokračoval aktivně až do své smrti 23. prosince 2009

### Vrchní velitel tibetské armády v Čhamdu
Tuto pozici Ngaphö zastával paralelně s funkcí guvernéra Čhamdo.
V době nástupu do funkce byly již Ngaphövým předchůdcem vypracovaný plány dalšího fungování armády a ochrany Tibetu před Lidovou osvobozeneckou armádou. Šlo o budování opevnění a rekrutování vojáků. Ngaphö se rozhodl opevnění zbourat, vojáky odvolat, a s Lidovou osvobozenou armádou vyjednávat.
V říjnu roku 1950 se po krátkém vojenském střetu tibetská armáda vzdala.
Ngapha zaujal myšlenkový směr Lidové osvobozenecké armády a byl také mile překvapen tím, jak s ním armáda zacházela. A za nedlouho se stal vůdcem Čínské komunistické strany v Tibetu.

### Vedoucí tibetské delegace v pekingských mírových jednáních
Roku 1951 se v Pekingu uskutečnilo mírové jednání, týkající se osvobození Tibetu.
Ngaphö, jakožto vůdce tibetské delegace, podepsal sedmnáctibodovou dohodu o mírovém osvobození Tibetu, čímž uznal čínskou svrchovanost výměnou za náboženskou volnost Tibetu. Po návratu z mírového jednání byl podpis smlouvy zpochybněn tibetskou vládou. Vláda argumentovala tím, že k podpisu došlo pod nátlakem, a že samotný podpis smlouvy byl mimo Ngaphövy pravomoci.

### Kašagský ministr - Kalön (1953-1954)
Ngaphö byl tibetskou vládou jmenován do funkce ministra nově vzniklého reformního výboru. V rámci jeho funkce vznikly reformy týkající se úrokových sazeb a správy regionů.

### Generální tajemník přípravného výboru pro tibetskou autonomní oblast
Do funkce nastoupil roku 1956, roku 1959 se stává viceprezidentem výboru.

### Místopředseda Stálého výboru Národního lidového kongresu
Vykonával funkci místopředsedy celostátního výboru Čínského lidového politického poradního shromáždění (1959–1965 a 1993–2009) a místopředsedou stálého výboru Všečínského shromáždění lidových zástupců (1965–1993).

### Smrt
Ngaphö Ngawangdžigme zemřel roku 2009 v Pekingu na nespecifikovanou nemoc ve věku 99 let.